# WWE WrestleMania XIX
WWE WrestleMania XIX è un videogioco di tipo picchiaduro sul wrestling professionistico uscito nel 2003 su Nintendo GameCube, pubblicato da THQ e Yuke's.

## Caratteristiche
Il gioco dispone di una modalità "Crea-un-Wrestler", modalità che permette al giocatore di creare o modificare una superstar stessa. Esso include anche una nuova modalità "Crea-un-Ingresso", che offre al giocatore di creare un ingresso personalizzato nei minimi dettagli.
Un'altra aggiunta al gioco è il "Negozio WWE", in cui il giocatore può spendere i soldi guadagnati nella modalità Storia in abiti nuovi, armi, mosse, o punti di capacità per aumentare la forza della superstar voluta.

## Modalità di gioco
La modalità principale del gioco è la modalità "Revenge", dove un giocatore può scegliere qualsiasi lottatore del roster (ad eccezione di Stephanie e Vince McMahon) o un lottatore creato. La storia inizia con il giocatore che viene trascinato fuori dall'arena dalla sicurezza e gettato letteralmente sulla strada. Più tardi, il giocatore incontra Stephanie McMahon; Stephanie si accorge che il giocatore vuole vendicarsi di Vince McMahon per il proprio licenziamento, e così il giocatore e Stephanie escogitano un piano: rovinare il grande spettacolo di WrestleMania XIX.
Il giocatore durante il corso del gioco verrà inviato in vari luoghi da distruggere dove si incontreranno vari lottatori da sconfiggere. Il giocatore dovrà mettere "fuori gioco" anche la sicurezza della WWE scagliandola con mosse di wrestling per esempio o in mezzo alla strada trafficata o di sotto dal grattacielo o in mezzo al mare.

## Roster

### SuperStar
| - Al Snow - Batista - Big Show - Booker T - Brock Lesnar - Bubba Ray Dudley - Chavo Guerrero - Chris Benoit - Chris Jericho - Christopher Nowinski - Christian - D-Von Dudley - Eddie Guerrero - Edge - Goldberg - Goldust - "Hollywood" Hulk Hogan - The Hurricane - John Cena - Kane | - Kurt Angle - Lance Storm - Matt Hardy - Randy Orton - Rey Mysterio - Ric Flair - Rikishi - Rob Van Dam - The Rock - Scott Steiner - Shawn Michaels - Steve Austin - Tajiri - Test - Triple H - The Undertaker - Vince McMahon - William Regal |

### Divas
- Dawn Marie
- Lita
- Stacy Keibler
- Stephanie McMahon
- Torrie Wilson
- Trish Stratus
- Victoria

## Stable e Tag Team
- Dudley Boyz
- Los Guerreros
- Booker T e Goldust
- Evolution
- Brothers of Destruction

## Arene
- WWE Raw
- SmackDown!
- SummerSlam 2002
- Royal Rumble 2003
- No Way Out 2003
- WrestleMania XIX
- Backlash 2003
- Judgment Day 2003
- Bad Blood 2003
- Vengeance 2002
- Unforgiven 2002
- No Mercy 2002